# Pekka Lehto
Pekka Lehto (Valkeakoski, 14 de marzo de 1948) es un director de cine finés. Ha dirigido 15 películas desde 1976. Codirigió Flame Top con Pirjo Honkasalo y el film entró en la sección oficial del Festival Internacional de Cine de Cannes de 1981.  También ganó el premio Jussi Award  al mejor Director con ese film.
En 1992, su película Kaivo fue presentada en la sección oficial del Festival Internacional de Cine de Venecia de 1992.

## Filmografía
- Tulipää (1980)
- Da Capo (1985)
- The Well (1992)
- The Real McCoy (1998)
- The Surrealist and His Naughty Hand (Kalervo Palsa ja kuriton käsi) (2013)